# Albert Ravila
Johan Albert „Pertti” Ravila (ur. 28 grudnia 1897 w Helsinkach, zm. 28 czerwca 1980 tamże) – fiński strzelec, olimpijczyk i mistrz świata.

## Życiorys
Ravila był wojskowym, który zakończył służbę w stopniu generała majora. Syn Joonasa Ravili, który oprócz Alberta miał dwóch synów: Johnkina (również wojskowego) i Paavo (rektora Uniwersytetu Helsińskiego).
Uczestnik Letnich Igrzysk Olimpijskich 1948. Wystartował wyłącznie w karabinie małokalibrowym leżąc z 50 m, w którym zajął 7. miejsce wśród 71 zawodników. 
Ravila ma w dorobku 6 medali mistrzostw świata, w tym 3 złote, 2 srebrne i 1 brązowy. Jedyny medal w zawodach indywidualnych zdobył w 1937 roku, gdy został mistrzem świata w karabinie małokalibrowym leżąc z 50 m. W tej konkurencji był także drużynowym mistrzem świata w 1929 roku, wicemistrzem w 1937 roku i brązowym medalistą w 1931 roku. We Lwowie był również mistrzem świata w drużynie w karabinie małokalibrowym klęcząc z 50 m i wicemistrzem w karabinie dowolnym w trzech postawach z 300 m.

## Wyniki

### Igrzyska olimpijskie
| Igrzyska    | Konkurencja                       | Wynik                           | Miejsce | Źródło |
| ----------- | --------------------------------- | ------------------------------- | ------- | ------ |
| Londyn 1948 | Karabin małokalibrowy leżąc, 50 m | 596 pkt. (99–98–100–100–99–100) | 7       | [ 2 ]  |

### Medale mistrzostw świata
Opracowano na podstawie materiałów źródłowych:
| Mistrzostwa    | Konkurencja                                     | Wynik                             | Miejsce |
| -------------- | ----------------------------------------------- | --------------------------------- | ------- |
| Sztokholm 1929 | Karabin małokalibrowy leżąc, 50 m, drużynowo    | 1931 pkt. (druż.) 382 pkt. (ind.) |         |
| Lwów 1931      | Karabin dowolny, trzy postawy, 300 m, drużynowo | 5398 pkt. (druż.)                 |         |
| Lwów 1931      | Karabin małokalibrowy leżąc, 50 m, drużynowo    | 1938 pkt. (druż.)                 |         |
| Lwów 1931      | Karabin małokalibrowy klęcząc, 50 m, drużynowo  | 1909 pkt. (druż.)                 |         |
| Helsinki 1937  | Karabin małokalibrowy leżąc, 50 m               | 396 pkt.                          |         |
| Helsinki 1937  | Karabin małokalibrowy leżąc, 50 m, drużynowo    | 1956 pkt. (druż.)                 |         |